# نيزيكو كامدو
نيزوكو كامادو (اليابانية: 竈 門 禰 豆子 ، هيبورن: كامادو نيزوكو) هي شخصية خيالية في مانجا قاتل الشياطين للمؤلفة كويوهارو غوتوغي. نيزوكو وشقيقها الأكبر تانجيرو كامادو هما الناجين الوحيدين من حادثة فقدت فيها عائلتهما بأكملها أمام الشياطين ، مع تحول نيزوكو إلى شيطان ، لكنهما ما زالا يظهران بشكل مفاجئ علامات المشاعر الإنسانية والفكر. بعد لقاء مع غيو توميوكا ، قاتل الشياطين ، يبدأ تانجيرو سعيه لمساعدة أخته على التحول إلى إنسان مرة أخرى والانتقام لموت عائلته.
الابتكار والتطوير
تم إنشاء شخصية نيزوكو بواسطة كويوهارو غوتوغي لجعل تانجيرو كامادو الرائد أكثر تميزًا. نظرًا لكون نيزوكو شيطانًا ، لا يستطيع تانجيرو أن يكره الشياطين التي يواجهها ، وبدلاً من ذلك يجد نفسه في منطقة رمادية من الأخلاق السوداء والبيضاء. قال محرر المؤلف ومساعدوه الآخرون إنه بفضل هذا ، اتخذت المانجا سردًا أكثر إبداعًا استحوذ على القراء بسهولة، قالت منتجة الأنمي يوما تاكاهاشي إنه في حين أن نيزوكو صامتة منذ الحلقة الأولى ، يمكن للموظفين التعبير عن تغييرات معقدة في تعبيرات وجه الشخصية وإضفاء الطابع الإنساني على مشاعرها. من خلال هذه المزايا ، تمكنوا من إضفاء مزيد من العمق عليها. صرحت تاكاهاشي أنها تريد من المشاهدين أن يتطلعوا إلى تطوير نيزوكو والمجموعة الواسعة من المشاعر التي يمكن أن تظهرها